# Bishophill

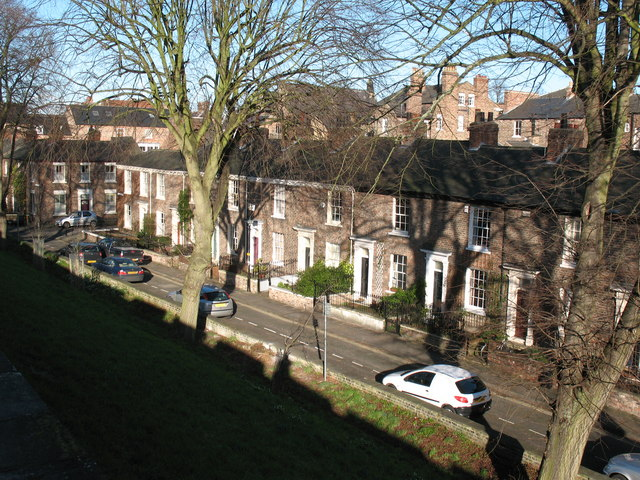
Bishophill von der Stadtmauer aus gesehen

Bishophill ist ein Viertel der Stadt York, in England. Es erstreckt sich innerhalb der Stadtmauern und war mindestens seit der Römerzeit besiedelt.

## Name
Das Viertel ist seit 1334 als Bichill bekannt. Daneben wurde die Bezeichnung Bychehill Lomelyth verwendet, „Lomelyth“ war dabei eine Bezeichnung für das Tor an der Stelle wo heute Victoria Bar liegt. Möglicherweise kommt der Name von dem Turm Biche Doughter an der Stadtmauer.

## Geographie
Der Distrikt liegt innerhalb der Stadtmauern von York und erstreckt sich über den südwestlichen Sektor des Stadtkerns. Das Gebiet fällt zum River Ouse sanft ab. Bis zur Mitte des 18. Jahrhunderts teilte ein Bach das Viertel. Er verlief vom Scarcroft Hill nach Osten zum Graben des Old Baile und markierte die Grenze zwischen den Parochien St Mary Bishophill Junior und Senior. Die Hauptstraße des Viertels ist Bishophill Senior, die später in die Cromwell Road übergeht. Die Stadtmauern umfassen das Viertel im Süden und Osten.
Das Gebiet entlang des Flusses wird vom York City Council als „ruhiges Wohngebiet mit modernen Häusern“ beworben. Die Straßen im Zentrum gelten als „bezauberndes Netzwerk von terrassenförmig angelegten Straßen“ mit einem „starken Sinn für Identität“. Die Grünflächen erstrecken sich entlang der Befestigungsanlagen der Stadtmauern. Die Gebäude am Fluss stehen in großer Gefahr, überflutet zu werden, deshalb werden sie im Erdgeschoss kaum als Wohn- oder Geschäftsräume genutzt.

## Geschichte

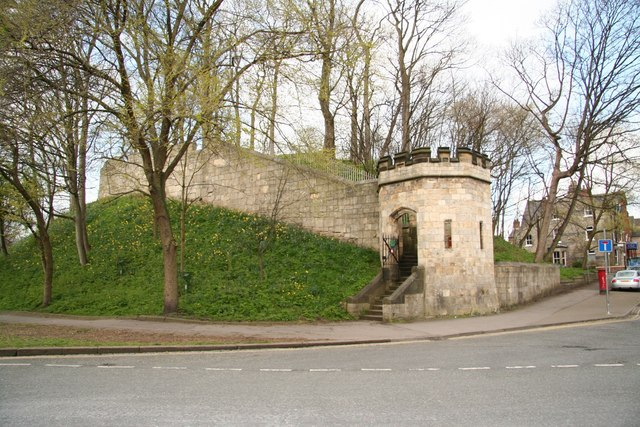
Baile Hill & die Stadtmauer.

Das Gebiet ist wahrscheinlich schon seit vor-römischer Zeit besiedelt. Artefakte aus dieser Zeit wurden außerhalb der Stadtmauern gefunden. In römischer Zeit war das Gebiet der Kern der Siedlung Eboracum, die später zur colonia wurde. Am Ort gab es Verteidigungsanlagen und einige steinerne Gebäude, deren Überreste bei Ausgrabungen im Churchyard von St Mary Bishophill Senior zu Tage kamen. George Pace hat vermutet, dass die Kirche an Stelle einer romano-britischen Kathedrale errichtet wurde. Es gibt für diese Vermutung jedoch keine Beweise.
Nach dem Rückzug der Römer liegt die Geschichte des Gebiets weitgehend im Dunkeln, bis zum Bau der Kirche St Mary Bishophill Junior im 10. Jahrhundert. Die Kirche ist für die Zeit ein verhältnismäßig großes Gebäude. Nach der Normannischen Eroberung Englands wurde Baile Hill im Süden des Areals errichtet. Ein Bailey mit Erdbefestigungen lag in seinem Nordwesten. Möglicherweise hatte die Burg eine eigene Mühle. Später, als Clifford’s Tower auf dem gegenüberliegenden Ufer des Ouse errichtet worden war, ließ man den Burgstall verfallen und Teile der Befestigungsanlagen wurden in die Stadtbefestigung integriert. Am Ende des 14. Jahrhunderts stand die Stadtmauer an der Stelle, wo sie auch heute noch verläuft und im 15. Jahrhundert wurde das Areal an die City Corporation übergeben. Entlang des Flussufers entstanden Werften, wie zum Beispiel Queen's Staith (1660) und verschiedene Lagerhäuser. In dieser Zeit wurden immer mehr Häuser in dem Gebiet errichtet. Das bedeutendste davon war das Buckingham House, das Heim von Lord Thomas Fairfax, der 1644 die Stadt belagert hatte. 1667 wurde der Friends' Burial Ground eingerichtet und das Ann Middleton's Hospital 1659 gegründet.

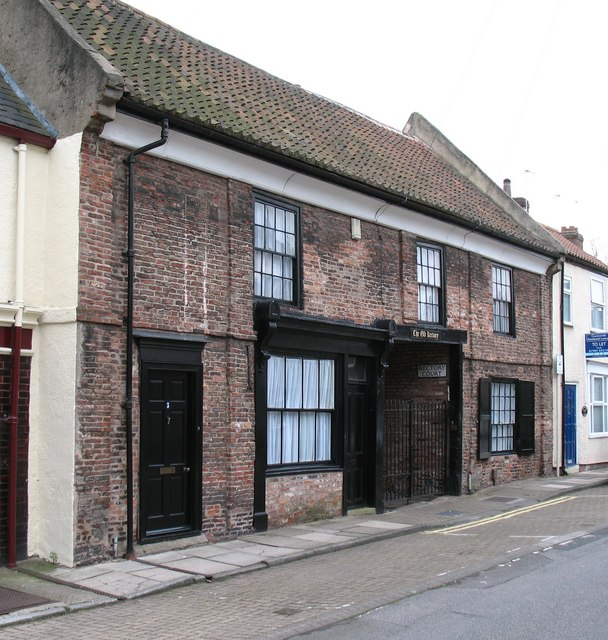
The Old Rectory.

Nur wenige Gebäude aus der Zeit des Mittelalters und des 17. Jahrhunderts haben in Bishophill überlebt; neben der Kirche St Mary Bishophill Junior und den Mauern gehören dazu die Gebäude 29 Trinity Lane, Cransfields in St Martin's Lane und die Old Rectory in der Victor Street. Andere bedeutende Gebäude wurden im 20. Jahrhundert zerstört. Das Old Warehouse (17. Jh.) am Skeldergate wurde 1970 abgerissen und the Plumbers' Arms (~ 1575) wurde 1964 als Cock and Bottle umgebaut.
Das frühe 18. Jahrhundert sah den Niedergang des Viertels. Eine Reihe von Gebäuden wurde abgerissen und in Baumgärten umgewandelt. Das änderte sich 1756, als die City Corporation begann, Baugrundstücke auszuweisen. Zunächst wurde das Areal nördlich von Bishophill Junior bebaut. 1765 errichtete der Architekt John Carr sein eigenes Haus am Skeldergate, das bis 1945 dort stand. 56 Skeldergate wurde in den 1770ern errichtet und steht bis heute an seinem Ort.
Ein Gefängnis wurde Anfang der 1800er an der Straße erbaut, die heute als Cromwell Road bezeichnet wird. Der Skeldergate Postern in der Stadtmauer wurde abgerissen um bessere Zufahrt zu ermöglichen. Dies rief jedoch zu einem Aufschrei der Bevölkerung und anstatt weiterer Zerstörung wurde ein neuer Torbogen errichtet. Zusätzlich wurde 1838 das Victoria Bar Gate in die Mauern gebrochen und die Skeldergate Ferry durch die Skeldergate Bridge ersetzt.

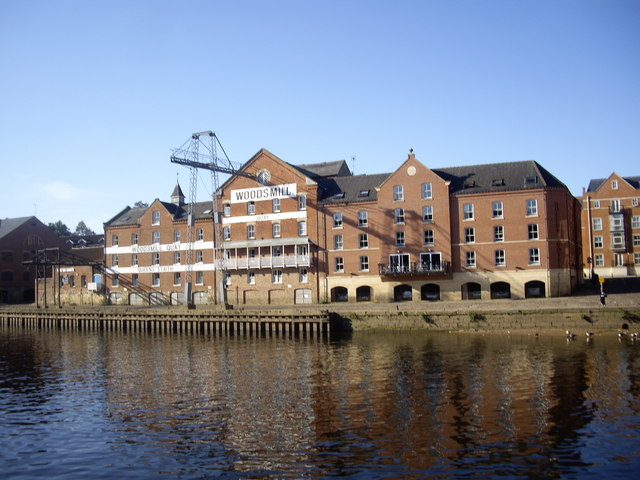
Woods Mill Quay

Baumaßnahmen in dem Gebiet gingen auch im 19. Jahrhundert weiter. Ein Großteil der verbleibenden Bauplätze wurde mit kleinen Einfamilienhäusern bebaut. Auch das Lagerhaus bei Queen's Staith und das Bonding Warehouse in Skeldergate wurden in dieser Zeit errichtet. Die große Emperor's Wharf war als Umschlagplatz für Holz geplant, aber am Ende des Jahrhunderts legten hochseetaugliche Schiffe nur noch weiter flussabwärts an. Auf der flussabgewandten Seite sind die ehemalige Sawmill (52 Skeldergate) und der Golden Ball Pub die bedeutendsten Überbleibsel aus dieser Zeit. Eine Community Cooperative übernahm den Golden Ball 2012, als die Eigentümer in Ruhestand gingen. Aus dem 19. Jahrhundert stammen auch viele kleine Kirchen wie die Victoria Bar Primitive Methodist Chapel, Wesley Chapel in der Priory Street und die St Columba's Presbyterian Church.

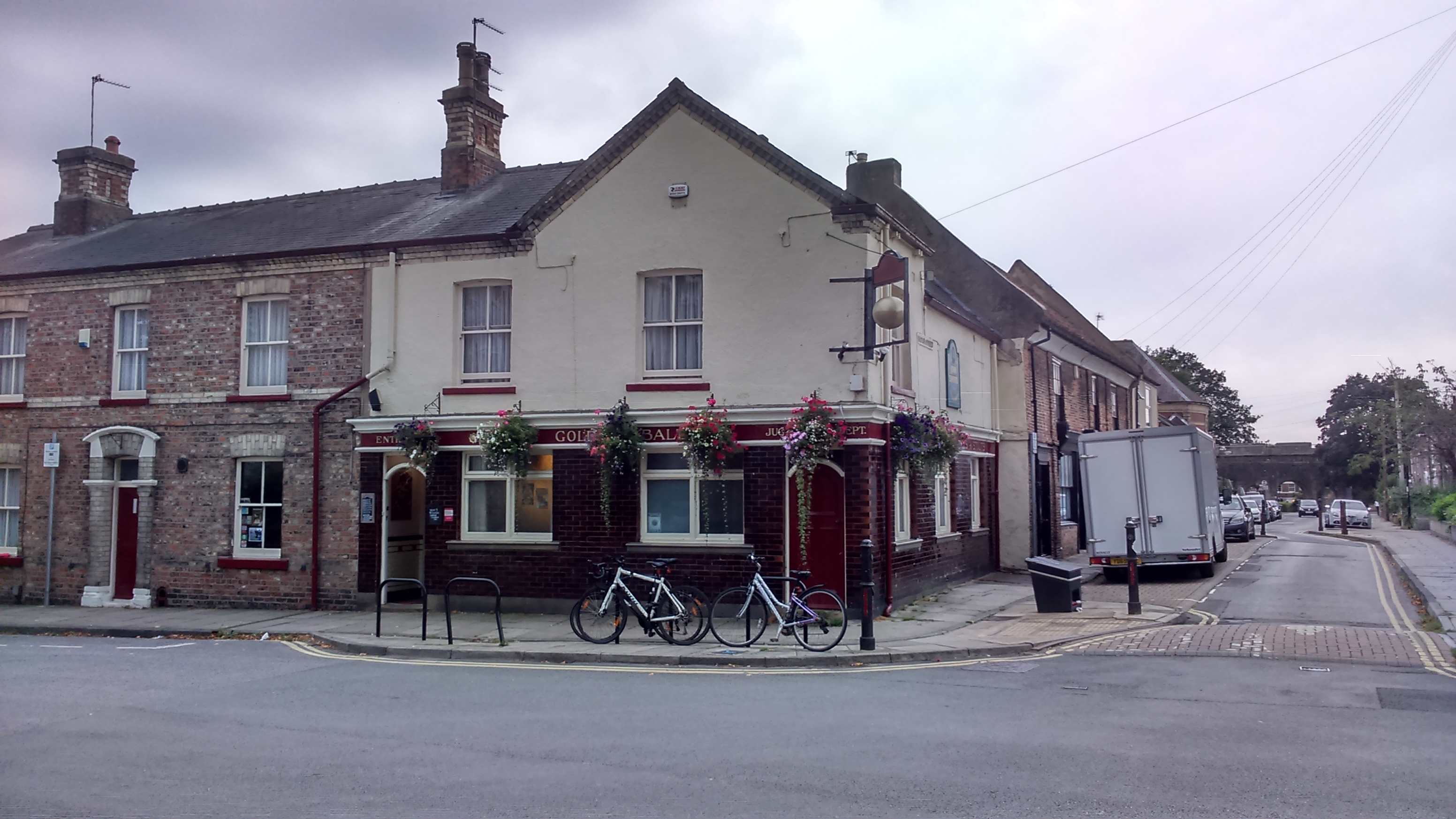
The Golden Ball Pub

Im 20. Jahrhundert wurden Slum Clearances vorgenommen und viele kleinere Gebäude durch Mehrfamilienhäuser ersetzt. Pläne zur Errichtung eines vielstöckigen Parkhauses wurden von einer neu gegründeten Residents' Association erfolgreich abgewehrt.